# Bascom (Floride)
Pour les articles homonymes, voir Bascom.
La ville de Bascom est située dans le comté de Jackson, dans l’État de Floride, aux États-Unis, à la frontière avec l’Alabama. Sa population s’élevait à 121 habitants lors du recensement de 2010, estimée à 117 habitants en 2017.

## Démographie
| Groupe            | Bascom | Floride | États-Unis |
| ----------------- | ------ | ------- | ---------- |
| Blancs            | 86,8   | 75,0    | 72,4       |
| Afro-Américains   | 9,9    | 16,0    | 12,6       |
| Autres            | 3,3    | 9,0     | 15,0       |
| Total             | 100    | 100     | 100        |
|                   |        |         |            |
| Latino-Américains | 3,3    | 22,5    | 16,7       |

| 1970 | 1980 | 1990 | 2000 | 2010 | - |
| ---- | ---- | ---- | ---- | ---- | - |
| 87   | 134  | 90   | 106  | 121  | - |

## Personnalité liée à la ville
- L’actrice Faye Dunaway est née à Bascom le 14 janvier 1941.

## Source
- (en) Cet article est partiellement ou en totalité issu de l’article de Wikipédia en anglais intitulé « Bascom, Florida » (voir la liste des auteurs).